# Бехнам Сераж
Бехнам Сераж (перс. بهنام سراج, нар. 19 червня 1971, Абадан, Іран) — іранський футболіст, що грав на позиції нападника.
Виступав, зокрема, за клуби «Санат Нафт» та «Персеполіс», а також викликався до національної збірної Ірану.

## Клубна кар'єра
У дорослому футболі дебютував 1995 року виступами за команду клубу «Санат Нафт», в якій провів три сезони. 
Протягом 1998—2000 років захищав кольори команди клубу «Персеполіс».
Своєю грою за останню команду привернув увагу представників тренерського штабу клубу «Фулад», до складу якого приєднався 2000 року. Відіграв за команду з Ахваза наступні три сезони своєї ігрової кар'єри.
Протягом 2003—2004 років захищав кольори команди клубу «Пайкан».
Завершив професійну ігрову кар'єру у клубі, в якому і починав — «Санат Нафт», за команду якого виступав протягом 2004—2007 років.

## Виступи за збірну
У складі збірної був учасником чемпіонату світу 1998 року у Франції.